# Kostel svatého Mikuláše (Aš)
Kostel sv. Mikuláše je jednolodní římskokatolický kostel v Aši, vystavěný v letech 1867 až 1871 v pseudorenesančním stylu.

## Historie
V roce 1780 byl na ašském Mikulově (německy Niklasberg), dnes Mikulášském vrchu postaven menší pozdně barokní římskokatolický kostel, zasvěcený svatému Mikuláši. Ten byl zbourán v roce 1867, a o kousek dál byl postaven kostel nový. Jedná se o pseudorenesanční stavbu, 42 metrů dlouhou, 13 metrů širokou a 13,5 metrů vysokou. Její věž je vysoká 48 metrů. Byla projektována architektem Karlem Wiedermannem z Františkových Lázní. Stavba stále tehdejších 53 675 zlatých. Kostel byl vysvěcen 24. září 1872 pražským arcibiskupem Friedrichem Schwarzenbergem.
Zajímavostí jistě je, že kostelu věnovala hodiny evangelická církevní obec. Nové, modernější hodiny byly poté instalovány v roce 1925.
Původní zvony byly roztaveny během první světové války a bylo z nich vyrobeno střelivo. Nové zvony kostel získal v roce 1922. Byly odlity v Českých Budějovicích.
V roce 1869 byl pro kostel namalován oltářní obraz sv. Mikuláše. Ve věži kostela je zasazena pamětní deska z původního kostela sv. Mikuláše z roku 1780. Kostel disponuje čtyřmi zpovědnicemi, kazatelnou a křtitelnicí. Uvnitř se nachází 14 obrazů křížové cesty, 6 uměleckých soch, obraz okolí kostela z roku 1780 a socha Panny Marie s Ježíškem.
V letech 2008-2009 prošel kostel dvoufázovou opravou střechy.
Katolická fara se nachází v budově nalevo od vchodu do kostela. V lednu 2009 se stal novým farářem administrátor Robert Bergman, který tak vystřídal faráře Baxanta. Ten se o ašskou farnost staral předchozích šest let.

## Galerie

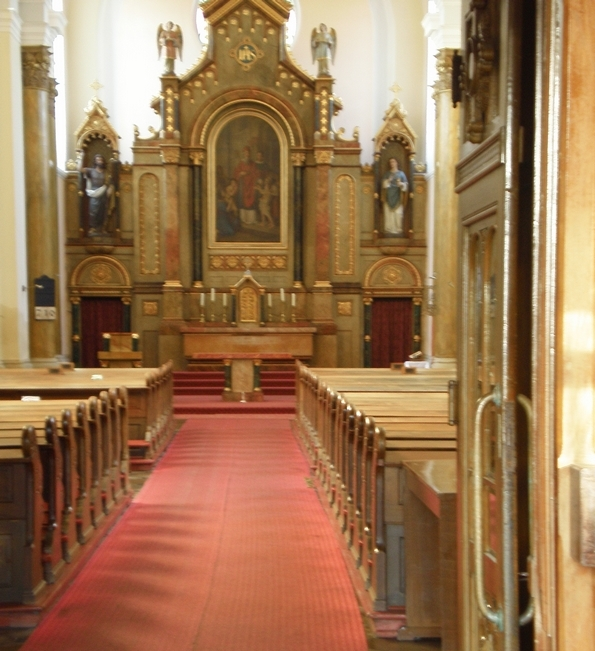
Interiér kostela.
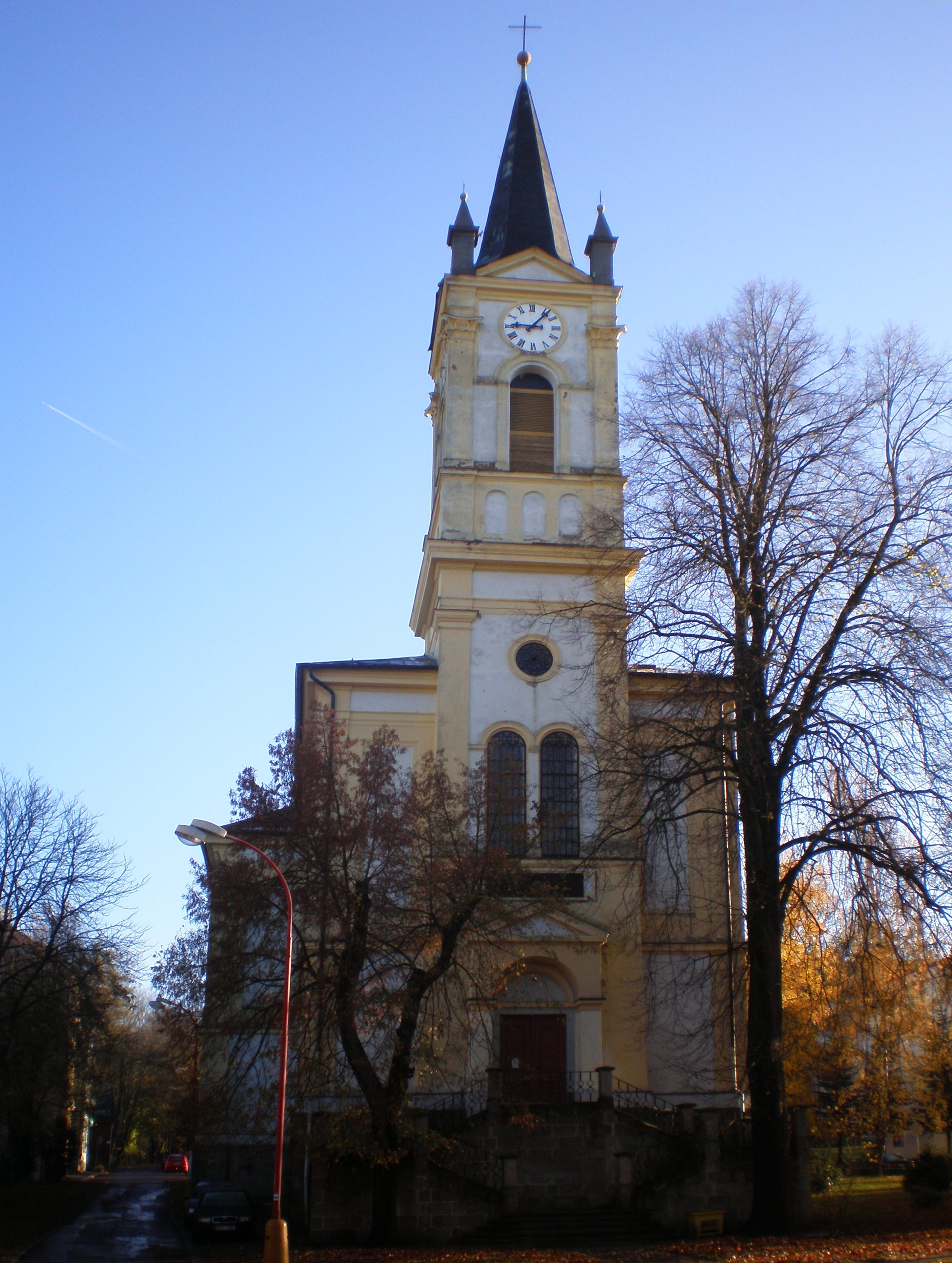
Přední pohled.
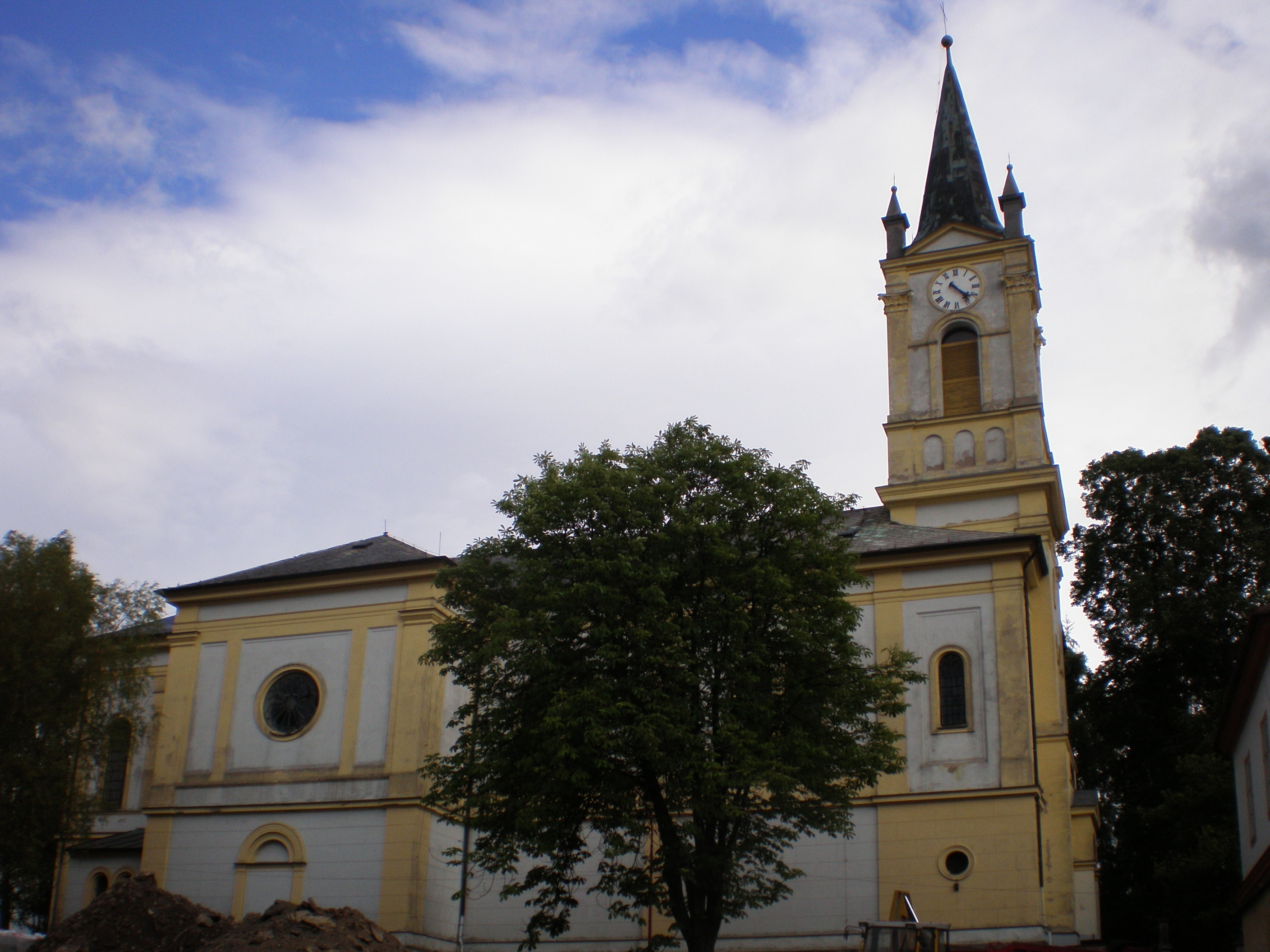
Boční pohled.